# سوق السكرية
سوق السكرية وهو أحد أسواق مدينة دمشق، يقع بين باب الجابية وسوق الذراع، وموازياً لسوق مدحت باشا من جهة الجنوب، تغير تخصص السوق من بيع السكر إلى بيع المنسوجات.